# Yvan Mayeur
Pour les articles homonymes, voir Mayeur.
Yvan E.C. Mayeur, né le 24 janvier 1960 à Etterbeek, est un ancien homme politique belge, ex-membre du Parti socialiste. Il est bourgmestre de Bruxelles de 2013 jusqu'à sa démission le 8 juin 2017 à la suite de l'Affaire du Samusocial. Philippe Close lui succède à la tête de la ville. 
Yvan Mayeur est assistant social de formation[Depuis quand ?][précision nécessaire].

## Biographie
Au niveau fédéral, Yvan Mayeur est député à la Chambre des représentants de 1989 à 1995 et de 1999 à 2014. Durant cette période, il est président de la Commission de la Santé publique et de l'Intégration sociale et président de la Commission des Affaires sociales du Parlement fédéral. Il est aussi initiateur et rédacteur, en 2000 et 2003, de deux propositions de lois fédérales concernant l'usage des standards ouverts et des logiciels libres par les administrations,.
Yvan Mayeur est plus connu pour son action dans la politique bruxelloise : il est membre du Conseil communal de 1994 à 2017.  
Il occupe le poste de président du Centre public d'action sociale (CPAS) de la ville de 1995 à 2013.  Il étend le rôle du CPAS de Bruxelles au-delà de l’aide sociale, notamment dans le domaine de la santé, du logement, de la formation et de l’emploi. De 2005 à 2008, il est également président du Réseau hospitalier IRIS, le réseau des hôpitaux publics bruxellois, ainsi que président du Centre Hospitalier Universitaire Saint-Pierre de Bruxelles de 1995 à 2008. Yvan Mayeur est le fondateur du Samusocial de Bruxelles et en assume la présidence de 2000 à 2014. Il est également président du Théâtre Varia de 1995 à 2015 et du Théâtre Les Tanneurs de 2009 au 2014.   
De 2014 à 2017, il est président de Vivaqua, l'entreprise publique (intercommunale) bruxelloise de distribution d’eau potable, et d’assainissement des eaux usées. Il accomplit la fusion par absorption de Vivaqua avec Hydrobru, faisant de Vivaqua l’unique service public de production, distribution et traitement de l’eau. Pour l'opposition, ce cumul avec la fonction de bourgmestre pose problème car présider le conseil d'administration de Vivaqua est un travail à plein temps.   
En décembre 2013, il devient bourgmestre de Bruxelles.

## Bourgmestre de Bruxelles
En décembre 2013, soit un an après les élections communales, Freddy Thielemans démissionne du poste de bourgmestre de la ville de Bruxelles. Pour lui succéder, Yvan Mayeur est désigné par le Conseil communal. D'un côté, certains lui reprochent un manque de légitimité directe à la suite de son relativement faible score personnel aux élections, ainsi qu'aux déclarations publiques de Freddy Thielemans annonçant qu'il ferait un mandat complet. De l'autre, il revendique sa légitimé, étant nommé par 29 voix de conseillers communaux sur 49, dans une ville où le score des élus ne détermine pas le choix du bourgmestre.
À la tête d'une majorité composée du PS, du MR, du SPa et de l'OpenVLD, son mandat sera marqué par les attentats du 22 mars 2016. Auparavant, il est au cœur des débats sur la gestion du "lockdown" de la ville du 21 au 26 novembre 2015, période durant laquelle face à la menace terroriste, les universités ont été fermées ainsi que les commerces et les transports en commun. 

### Piétonnier de Bruxelles
Un des projets phares de sa majorité est la création d'une importante zone piétonne dans le centre-ville. En juin 2015, Yvan Mayeur annonce vouloir « rendre la ville aux habitants » en créant la plus grande zone piétonne d'Europe, incluant les axes traversant le centre-ville, depuis la place de Brouckère jusqu'à la place Fontainas et en particulier le Boulevard Anspach. Cette décision est justifiée par le fait que la ville ne respecte pas les seuils de pollution de l'OMS, par la congestion permanente du centre et par le fait qu'une grande partie du trafic est constitué d'automobilistes en transit. Elle fait également suite au mouvement de la société civile "picnic the streets" occupant régulièrement les grands boulevards pour attirer l'attention du public bruxellois et des pouvoirs publics sur la mobilité douce et promouvoir la réappropriation de l'espace public par les piétons et les cyclistes.
Bien que le piétonnier soit porté par l'ensemble de la majorité communale, les oppositions au projet se cristallisent autour de la personne d'Yvan Mayeur. Une étude publiée dans Brussels Studies note une concertation insuffisante ainsi qu'un manque de préparation et de transparence du projet. Il est aussi accusé par les associations environnementales de ne pas répondre prioritairement à des objectifs de mobilité mais bien à un projet socio-économique. Des problèmes d'insalubrité et de sécurité, ainsi que la perte de clientèle de certains commerçants du centre sont régulièrement rapportés dans les médias locaux,,,,,,,,,,.  Cette opposition se traduit par des recours de commerçants, retardant le début des travaux.   
Le véritable réaménagement des boulevards du centre ne commence qu'en septembre 2017, soit deux ans après la piétonnisation, une fois les recours des commerçants rejetés par la justice,. La fin du réaménagement du piétonnier est annoncée pour fin 2020.

## Polémiques
En novembre 2014, Yvan Mayeur est accusé par des policiers d'avoir ordonné, en tant que chef de police, aux policiers de la zone de police Bruxelles Capitale Ixelles de ne pas secourir leurs collègues  (essentiellement des policiers la zone Bruxelles-Midi) dans le cadre d'affrontements entre émeutiers et policiers en marge d'une manifestation contre le gouvernement fédéral. Le bilan est de 112 policiers blessés. Cet événement provoqua une tension entre les syndicats policiers et Yvan Mayeur,. 
En 2016, à la suite d'un débordement de hooligans en marge d'une commémoration aux victimes des attentats de Bruxelles, il accuse le bourgmestre SP.A de Vilvorde, Hans Bonte, d'avoir laissé passer les hooligans ainsi que le ministre de l'Intérieur Jan Jambon de n'avoir rien fait pour les arrêter. Une polémique suit quant à savoir s'il était ou non informé de l'arrivée desdits hooligans,, et quant à ses propos vindicatifs dans une interview au journal Le Soir : « C’est la Flandre qui est venue salir Bruxelles avec ses extrémistes, le fonds de commerce de la N-VA et de Bart De Wever » dont il s'excusera par la suite .

## Affaire Samusocial - Démission
Le 8 juin 2017, il démissionne à la suite d'un scandale lié aux rémunérations opaques des administrateurs du Samusocial. En particulier, Yvan Mayeur a touché une rémunération de 16 800 euros brut en 2015 et 18 900 euros en 2016 pour des réunions dont l'existence n'a pas été établie.  En 2018, au terme de son enquête, la commission d'enquête demande à Mayeur et Pascale Peraïta de rembourser plus de 100.000 euros chacun .   
Philippe Close lui succède à la tête de la ville.   
Depuis mars 2018, il s'est reconverti dans le secteur privé.   

## Mandats politiques
- Député fédéral : 1989-1995/1999-2014.
- Conseiller communal de Bruxelles : 1995-2013.
- Président du CPAS de la ville de Bruxelles : 1995-2013.
- Bourgmestre de Bruxelles : 2013-2017.

Depuis la loi du 26 juin 2004, les mandataires publics belges doivent déclarer leurs différents mandats à la Cour des Comptes. En 2016, Y. Mayeur déclare 6 mandats rémunérés et 5 non rémunérés.